# Peter Truöl
Peter Truöl (* 29. Juni 1939 in Dresden; † 22. März 2020) war ein deutsch-schweizerischer Experimentalphysiker.

## Leben
Peter Truöl wuchs in Bremen auf und studierte in Göttingen und Zürich Mathematik, Physik und Chemie. In Göttingen wurde er Mitglied des Corps Hannovera. Er wurde 1967 an der Universität Zürich promoviert und setzte seine wissenschaftliche Tätigkeit an der University of California, Berkeley (1967–69) und als assistent professor in Los Angeles (1969–70) fort. 1971 kehrte er zur Habilitation an die Universität Zürich zurück und führte dort die Teilchenphysik in das Curriculum ein. 1988 wurde Peter Truöl ordentlicher Professor für Experimentalphysik in Zürich. Die von ihm geleitete Forschungsgruppe experimentierte als Partnerin in internationalen Arbeitsgruppen an den Beschleunigerzentren in Berkeley, Los Alamos, Brookhaven, Villigen (Paul Scherrer Institut), Genf (CERN) und Hamburg (DESY).
1999 hatte Truöl eine Gastprofessur an der Yale University, 1999 bis 2003 war er Direktor des Physik-Instituts der Universität Zürich, von 2003 bis 2006 Dekan der dortigen Mathematisch-naturwissenschaftlichen Fakultät.
2000 bis 2003 leitete Peter Truöl den Stiftungsrat der Volkshochschule Zürich. Von November 2007 bis 2012 stand er dem Vorstand der Science Alumni der Universität Zürich vor.

## Schriften
- Myonen und Pionen in Teilchenphysik und Anwendungen – 30 Jahre experimentelle Forschung an der Schweizer Mesonenfabrik in Villigen, Neujahrsblatt der Naturforschenden Gesellschaft in Zürich auf das Jahr 2008, 210. Stück Format 15,6 × 22 cm, 120 Seiten und 54 Abbildungen. Ausgegeben am 31. Dezember 2007; ISSN 0379-1327